# Качулат скорец
Качулатият скорец (Fregilupus varius) е изчезнал вид птица от семейство Скорецови (Sturnidae), единствен представител на род Fregilupus.

## Разпространение
Видът е бил разпространен на маскаренските острови.
Счита се за изчезнал през 1850-те.